# Rhytidocystis sthenelais
Rhytidocystis sthenelais is een soort in de taxonomische indeling van de Myzozoa, een stam van microscopische parasitaire dieren. Het organisme komt uit het geslacht Rhytidocystis en behoort tot de familie Rhytidocystidae. Rhytidocystis sthenelais werd in 1979 ontdekt door Levine.